# Frédéric Hanvi
Frédéric Hanvi (né le 2 mai 1989 à Senlis) est un joueur français de baseball. 
Formé aux Cougars de Montigny, il est le deuxième joueur français à signer un contrat professionnel avec une organisation MLB après Joris Bert (juin 2007). Il rejoint les Minnesota Twins en février 2009 avant d'être relâché en 2010. Il est actuellement agent libre et évolue chez les Templiers de Sénart.

## Biographie
Après de brillants débuts chez les Cougars de Montigny, Frédéric Hanvi intègre la filière de formation mise en place par la fédération : Pôle Espoir à Rouen en 2004-2005, Pôle France à l’INSEP en 2005-2006 puis Pôle France à Toulouse en 2006-2007. En club, il porte de 2006 à 2008 les couleurs des Tigers de Toulouse avec lesquels il fait ses débuts au plus haut niveau français avec un titre de vice-champion de France en 2006 et une troisième place en Coupe d’Europe CEB en 2007. Chez les jeunes, Frédéric Hanvi compte trois titres nationaux : champion de France cadet 2004 et champion de France junior 2005 et 2006. 
En Équipe de France, il prend notamment part à la campagne menant les moins de 21 ans au titre de vice-champion d'Europe en 2006. 
Le 7 août 2007, Frédéric Hanvi signe un contrat professionnel avec l'organisation des Minnesota Twins. Âgé de seulement 18 ans, il intègre l'équipe des débutants (rookies) des Twins dans la Gulf Coast League en février 2009 après avoir passé son baccalauréat en France. Il porte toutefois le maillot des Tigers de Toulouse en club jusqu'en juin 2008, avant de participer aux camps d'entrainements de la Minor League Academy en Australie du 30 juin au 15 août 2008. 
Il évolue en ligue professionnelle d'Australie de septembre 2008 à février 2009 avant rejoindre les États-Unis et les ligues mineures où il joue deux saisons de GCL. Pas en réussite à la frappe (moyenne de .157) ni en défense où il évolue en tant que receveur et champ extérieur, il est relâché par les Twins en novembre 2010. 
Il est agent libre et évolue en 2011 avec les Templiers de Sénart.

## Statistiques
Il évolue en Gulf Coast League entre 2008 et 2010:
| Statistiques de frappeur |           |    |     |    |    |    |    |    |     |    |      |
| Saison                   | Équipe    | G  | AB  | R  | H  | 2B | 3B | HR | RBI | SB | BA   |
| 2008                     | GCL Twins | 1  | 2   | 1  | 1  | 0  | 0  | 0  | 0   | 1  | .500 |
| 2009                     | GCL Twins | 19 | 52  | 5  | 9  | 1  | 0  | 0  | 2   | 0  | .173 |
| 2010                     | GCL Twins | 23 | 61  | 5  | 8  | 2  | 0  | 0  | 5   | 0  | .131 |
| Totaux                   | Totaux    | 43 | 115 | 11 | 18 | 3  | 0  | 0  | 7   | 1  | .157 |

Note: G = Matches joués; AB = Passages au bâton; R = Points; H = Coups sûrs; 2B = Doubles; 
3B = Triples; HR = Coups de circuit; RBI = Points produits; SB = Buts volés; BA = Moyenne de frappe 